# آورو تایپ جی
آورو تایپ جی (به انگلیسی: Avro Type G) یک هواپیمای دوباله دوسرنشینه بود که به وسیلهٔ الیوت وردون رو برای شرکت در مسابقه هواپیمای نظامی بریتانیا در سال ۱۹۱۲ طراحی شد. این هواپیما به خاطر کابین کاملاً سرپوشیده اش قابل توجه است و همچنین این هواپیما نخستین هواپیمایی بود که در برابر دیدگان تماشاگران از یک سقوط مارپیچی نجات پیدا کرد.

## طراحی و ساخت
آورو تایپ جی یک هواپیمای دوبالهٔ دو کابینه با کابین کاملاً سرپوشیده بود. بدنهٔ آن کاملاً فضای میان بال‌های بالایی و پایینی آن را پر می‌کرد. دو پیش نمونه از آن طراحی شد؛ یکی با موتور گرین و دیگری با موتور ای بی سی. موتور ای بی سی به موقع دریافت نشد و در نتیجه پیش نمونهٔ آن ساخته شند. در مسابقه تایپ جی نخست به آموزش مونتاژ گذاشته شد و در عرض چهارده و نیم دقیقه مونتاژ گردید. سپس به آموزش مصرف سوخت گذاشته شد. در آزمایش سرعت اوج‌گیری کیفیت پایینی از خود نشان داد و نتوانست جایزهٔ اصلی را برنده شود، ولی ۱۰۰ پوند پاداش دریافت کرد. بعداً تایپ جی رکورد استقامتی به میزان ۷ ساعت و ۳۱ دقیقه با خلبانی فردریک فیلیپس رینهام در تاریخ ۲۴ اکتبر در بروکلندز بر جای گذاشت. این رکورد فقط یک ساعت بعد از آن به وسیلهٔ هری هاوکر شکسته شد. این هواپیما دومین هواپیمای بریتانیایی بود که از یک افت مارپیچی نجات پیدا کرد و نخستین هواپیمایی بود که در برابر چشم تماشاگران از چنین افتی نجات پیدا کرد. در صبح زود روز ۲۵ اوت ستوان ویلفرد پارک با یک مسافر به نام ستوان برتون به پرواز درآمد تا یک آزمایش استقامت انجام دهند. پس از سه ساعت پرواز او چند شیرجه انجام داد و به هنگام چرخش در ارتفاع ۲۱۰ متری وارد یک سقوط مارپیچی شد. شانس، اعصاب فولادین و مهارت خلبانی باعث شد که ویلفورد پارک بتواند در ارتفاع ۱۵ متری از سطح زمین هواپیما را نجات دهد. توانایی پارک در ارائهٔ گزارش از چنین تجربه‌ای بسیار مهم بود، زیرا افتادن در سقوط مارپیچی پیش از آن تقریباً به معنی مرگ حتمی خلبان بود.

## ویژگی‌ها

### ویژگی‌های عمومی
تعداد خدمه: یک خلبان
گنجایش: یک مسافر
طول: ۸/۶۹ متر
پهنای بال: ۱۰/۷۴ متر
ارتفاع: ۲/۹۷ متر
مساحت بال: ۳۱/۱ متر مربع
وزن خالی: ۵۴۰ کیلوگرم
وزن با بار: ۸۱۳ کیلوگرم
موتور: 1 x گرین دی ۴۰ اینلاین، ۶۰ اسب بخار

### کارآیی
بیشینهٔ سرعت: ۱۰۰ کیلومتر در ساعت
برد: ۵۵۵ کیلومتر 
سرعت اوج‌گیری: ۰/۵ متر بر ثانیه